# Pascal Bachmann
Pascal Bachmann (15 de septiembre de 1996) es un deportista suizo que compite en tiro, en la modalidad de rifle.
Ganó dos medallas en el Campeonato Mundial de Tiro, en los años 2022 y 2023, y cuatro medallas en el Campeonato Europeo de Tiro entre los años 2022 y 2025.

## Palmarés internacional
| Campeonato Mundial | Campeonato Mundial    | Campeonato Mundial | Campeonato Mundial                |
| Año                | Lugar                 | Medalla            | Prueba                            |
| ------------------ | --------------------- | ------------------ | --------------------------------- |
| 2022               | El Cairo (Egipto)     | Medalla de plata   | Rifle en pos. tendida 300 m mixto |
| 2023               | Bakú (Azerbaiyán)     | Medalla de bronce  | Rifle 3 posiciones 300 m          |
| Campeonato Europeo |                       |                    |                                   |
| Año                | Lugar                 | Medalla            | Prueba                            |
| 2022               | Zagreb (Croacia)      | Medalla de bronce  | Rifle en pos. tendida 300 m       |
| 2022               | Zagreb (Croacia)      | Medalla de bronce  | Rifle 3 posiciones 300 m mixto    |
| 2024               | Osijek (Croacia)      | Medalla de plata   | Rifle 3 posiciones 300 m mixto    |
| 2025               | Châteauroux (Francia) | Medalla de plata   | Rifle 3 posiciones 300 m          |